# Chloroclystis testulata
Espèce
Chloroclystis testulata est une espèce de lépidoptères (papillons) de la famille des Geometridae et qui se rencontre en Australie.